# Cynophalla
Cynophalla är ett släkte av kaprisväxter. Cynophalla ingår i familjen kaprisväxter.
Kladogram enligt Catalogue of Life:
| Cynophalla | \| \| Cynophalla amplissima \| \| \| \| \| \| Cynophalla declinata \| \| \| \| \| \| Cynophalla didymobotrys \| \| \| \| \| \| Cynophalla ecuadorica \| \| \| \| \| \| Cynophalla flexuosa \| \| \| \| \| \| Cynophalla guayaquilensis \| \| \| \| \| \| Cynophalla hastata \| \| \| \| \| \| Cynophalla heterophylla \| \| \| \| \| \| Cynophalla linearis \| \| \| \| \| \| Cynophalla mattogrossensis \| \| \| \| \| \| Cynophalla mollis \| \| \| \| \| \| Cynophalla polyantha \| \| \| \| \| \| Cynophalla retusa \| \| \| \| \| \| Cynophalla sclerophylla \| \| \| \| \| \| Cynophalla sessilis \| \| \| \| \| \| Cynophalla tarapotensis \| \| \| \| \| \| Cynophalla verrucosa \| \| \| \| |
|            | \| \| Cynophalla amplissima \| \| \| \| \| \| Cynophalla declinata \| \| \| \| \| \| Cynophalla didymobotrys \| \| \| \| \| \| Cynophalla ecuadorica \| \| \| \| \| \| Cynophalla flexuosa \| \| \| \| \| \| Cynophalla guayaquilensis \| \| \| \| \| \| Cynophalla hastata \| \| \| \| \| \| Cynophalla heterophylla \| \| \| \| \| \| Cynophalla linearis \| \| \| \| \| \| Cynophalla mattogrossensis \| \| \| \| \| \| Cynophalla mollis \| \| \| \| \| \| Cynophalla polyantha \| \| \| \| \| \| Cynophalla retusa \| \| \| \| \| \| Cynophalla sclerophylla \| \| \| \| \| \| Cynophalla sessilis \| \| \| \| \| \| Cynophalla tarapotensis \| \| \| \| \| \| Cynophalla verrucosa \| \| \| \| |
|            | Cynophalla amplissima |
|            | |
|            | Cynophalla declinata |
|            | |
|            | Cynophalla didymobotrys |
|            | |
|            | Cynophalla ecuadorica |
|            | |
|            | Cynophalla flexuosa |
|            | |
|            | Cynophalla guayaquilensis |
|            | |
|            | Cynophalla hastata |
|            | |
|            | Cynophalla heterophylla |
|            | |
|            | Cynophalla linearis |
|            | |
|            | Cynophalla mattogrossensis |
|            | |
|            | Cynophalla mollis |
|            | |
|            | Cynophalla polyantha |
|            | |
|            | Cynophalla retusa |
|            | |
|            | Cynophalla sclerophylla |
|            | |
|            | Cynophalla sessilis |
|            | |
|            | Cynophalla tarapotensis |
|            | |
|            | Cynophalla verrucosa |
|            | |